# Kurikaesu 春
「Kurikaesu 春」（くりかえすはる）は、は、244 ENDLI-x名義の1枚目シングルとして発売した堂本剛の通算6枚目のシングル。2008年4月2日に発売。発売レーベルはRAINBOW☆ENDLI9、発売元はジャニーズ・エンタテイメント。

## 解説
- これまでのソロ活動時の名義「ENDLICHERI☆ENDLICHERI」から「244 ENDLI-x」に変更。
（堂本剛→ENDLICHERI☆ENDLICHERI→244 ENDLI-x）
- このシングルでのテレビ出演は一切無かった。
- アルバム『I AND 愛』と同時発売された。『I AND 愛』にはこの曲は収録されていない。
- このシングルで、自身が参加しリリースした全てのシングルにおいて、初めてオリコンシングルチャート1位を逃している（次作では再び1位を獲得している）。
- 全曲アルバム未収録

## 収録曲

### Limited Edition
1. Kurikaesu 春
（作詞・作曲:244 ENDLI-x／編曲：244 ENDLI-x、十川知司）
初のテクノサウンドに挑戦した曲。他に、春をテーマにした曲は「ソメイヨシノ」がある。PVはプロダクション・アイジー制作による全編アニメーションであり、第一興商のカラオケ機器『Premier DAM』で期間限定でPV付きの映像として配信されている。
2. プロポーズダンシング
（作詞・作曲:244 ENDLI-x／編曲：244 ENDLI-x、十川知司）
3. Let's try the love!
（作詞・作曲:ARAN／編曲：244 ENDLI-x、上田ケンジ）
作詞作曲名義がARANとなっており、逆から読むとNARA（奈良）となる。
4. Kurikaesu 春 (Backing Track)

### Original Edition
1. Kurikaesu 春
2. プロポーズダンシング
3. OH LORD!
（作詞・作曲:244 ENDLI-x）
2007年12月8日に行われたDream Power ジョン・レノン スーパー・ライヴに本人が訪れた際に、ライブ中に会場の階段で作った曲（ライブでの本人談）。

## 参加ミュージシャン
- Kurikaesu 春
  - 十川知司: Programming, Acoustic Piano
- プロポーズダンシング
  - 十川知司: Programming, Keyboards
  - ひぐちしょうこ: Drums
  - 上田ケンジ: Bass
  - 西川進: Electric Guitar, Acoustic Guitar
- Let's try the love!
  - 上田ケンジ: Programming, Keyboards
  - 山岡広司: Synthesizer
  - 名越由貴夫: Electric Guitar
  - 浦清英: Clarinet
- OH LORD!
  - 十川知司: Programming, Acoustic Piano
  - 古田たかし: Drums
  - 美久月千晴: Bass
  - 名越由貴夫: Electric Guitar
  - 244 ENDLI-x: Acoustic Guitar
  - STEVE ETO: Percussion